# Саликс (Пенсилванија)
Саликс (енгл. Salix) насељено је место без административног статуса у америчкој савезној држави Пенсилванија.

## Демографија
По попису из 2010. године број становника је 1.149, што је 110 (-8,7%) становника мање него 2000. године.
| Група             | 2000.         | 2010.         |
| Белци             | 1.230 (97,7%) | 1.136 (98,9%) |
| Афроамериканци    | 0 (0,0%)      | 3 (0,3%)      |
| Азијати           | 3 (0,2%)      | 1 (0,1%)      |
| Хиспаноамериканци | 15 (1,2%)     | 3 (0,3%)      |
| Укупно            | 1.259         | 1.149         |